# Derecho

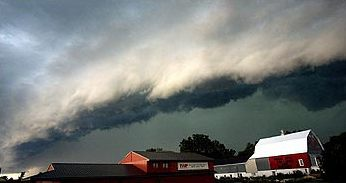
Núvol característic dels derechos que es produeix gairebé paral·lel a la direcció del fort vent. Imatge: derecho creuant l'estat de Minnesota (Estats Units)

Un derecho (meteorologia) és una tempesta de vent en línia recta induïda per convecció. Concretament, el terme es defineix per una agrupació de cúmuls descendents especialment perillosos, produïts per un sistema convectiu a mesoescala. Aquests sistemes poden generar danys considerables pels forts vents en línia recta. Els danys es poden produir de manera contínua o intermitent en una franja de 650 km i una amplada d'aproximadament 100 km o més.
Els derechos poden causar vents huracanats o tornados, fortes pluges i inundacions sobtades.
El terme derecho deriva de la paraula espanyola que es pot interpretar com a "directe" o "recte" i va ser adoptada per a discriminar els danys causats pels vents dels tornados, que tenen un flux rotatiu, dels forts vents en línia recta.
La paraula va ser utilitzada per primera vegada a l'American Meteorological Journal el 1888 per Gustavus Detlef Hinrichs en un article que descriu el fenomen basat en un esdeveniment (derecho) significatiu que va travessar Iowa el 31 de juliol de 1877.
Els derechos són tempestes de llarga durada i generalitzades que estan associades a un grup de tempestes elèctriques violentes que es mouen ràpidament dins d'un sistema convectiu de mesoescala.

## Identificació del fenomen

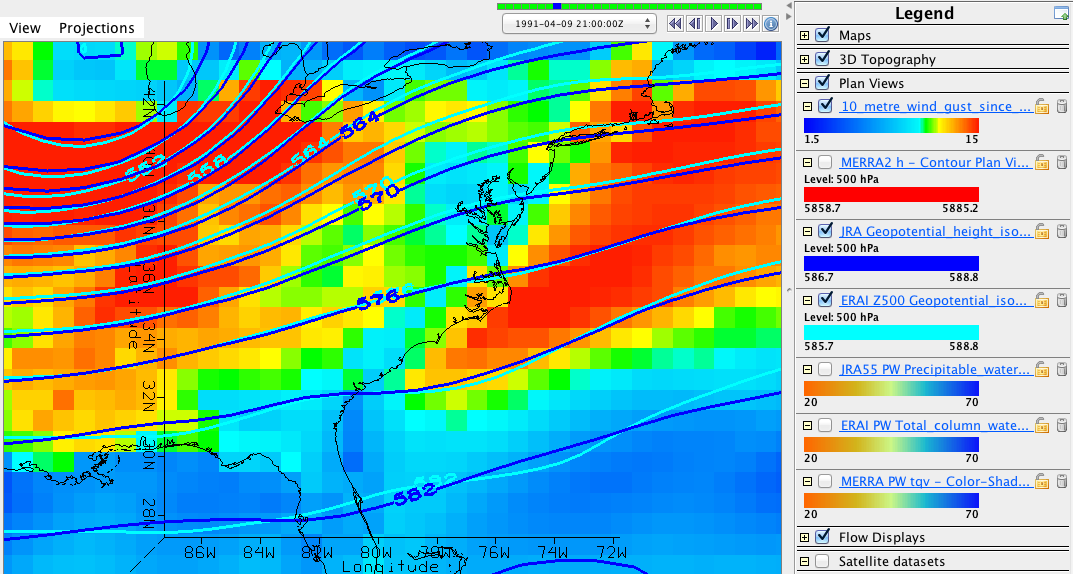
Mapa sinòptic de la fase final d'un derecho, A la part esquerra de la imatge s'observen les línies, ben juntes, sobre l'àrea afectada amb forts vents que van provocar danys importants a l'oest de Virginia el 9 d'abril de 1991

Una definició comuna conclou que un derecho és un complex de tempestes elèctriques que produeix una franja de vent violent.
A criteri del National Weather Service (NWS), un derecho es classifica com un grup de tempestes amb vents d'almenys 25 m/s (50 nusos) al llarg de tot el front de la tempesta, i que es mantenen durant un episodi mínim de 6 hores.
Per a ser classificat com a derecho, una tempesta de fort vent ha de complir els criteris següents
- Franja de danys per causa del vent que s'estén per més de 400 km
- Ràfegues de vent d'almenys 26 m/s a la major part de la seva longitud
- Diverses ràfegues ben separades de 34 m/s (65 nusos) o majors.[4]

## Derechos i sistemes convectius de mesoescala
Un complex convectiu de mesoscala (MCS, Mesoscale Convective System) és un grup d'envestides elèctriques que causen fortes pluges i estan connectades per àrees amb precipitació menys intensa. Exemples d'aquests sistemes són les línies de tempesta i els derechos. Una línia de tempesta és una agrupació lineal o d'arc de nuclis convectius organitzats.
Els MCS generen precipitació convectiva i estratiforme, acompanyada de patrons de circulació a mesoescala durant el seu desenvolupament. Segons el Glossari de Meteorologia de l'American Meteorological Society (2000), en el cas del derecho, és crucial que es formi una línia de tempesta amb nuclis convectius actius, ja sigui de manera contínua o discontinua, incloent-hi zones adjacents de precipitació generades per les tempestes. A diferència, altres sistemes convectius mesoescalars sense una configuració lineal poden originar-se al nord d'una corrent en jet humida de nivells inferiors, sense dependre d'estructures d'aire de nivells superiors.

## Mecanisme

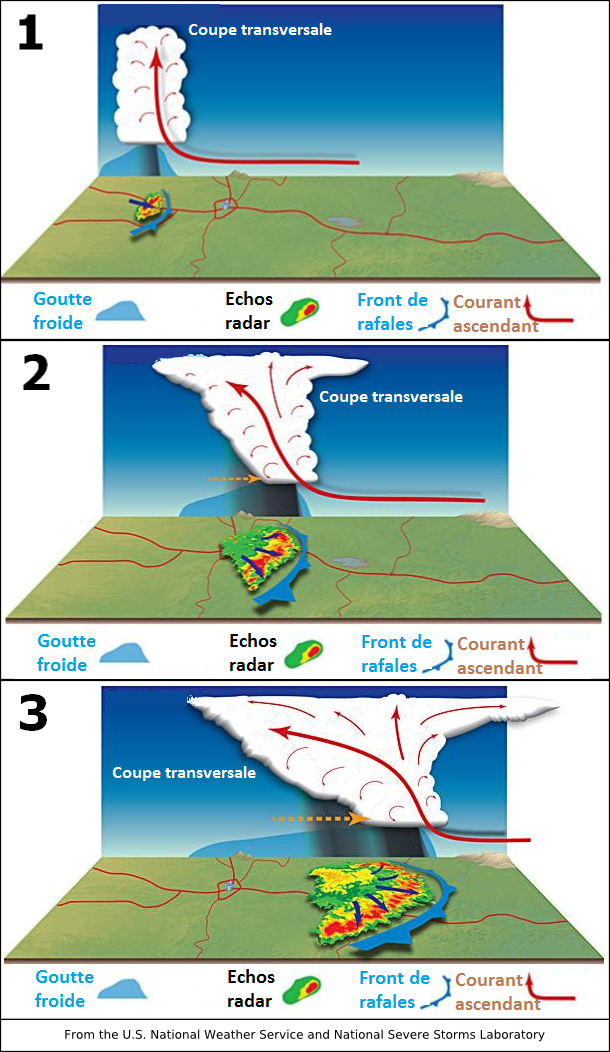
Fases formació i evolució d'un derecho

Sovint, els vents induïts per convecció, adopten una forma de línia de torbonada amb forma d'arc. Normalment es formen sota una àrea de vents divergents a la troposfera superior, i en una regió d'alt percentatge d'humitat a baix nivell i aire càlid. Els derechos es mouen ràpidament en la direcció de les seves tempestes associades. Pot arribar i sobrepassar la força d'un huracà. Un sistema convectiu que produeix derechos pot romandre actiu durant moltes hores i, de vegades, durant diversos dies.
Els derechos ocorren principalment a l'estiu, especialment durant el juny, el juliol i l'agost a l'hemisferi nord (o març, abril i maig a l'hemisferi sud), dins àrees d'inestabilitat moderadament forta i cisalladura vertical del vent moderadament fort. No obstant això, els derechos poden passar en qualsevol època de l'any i poden passar amb tanta freqüència durant la nit com durant el dia.

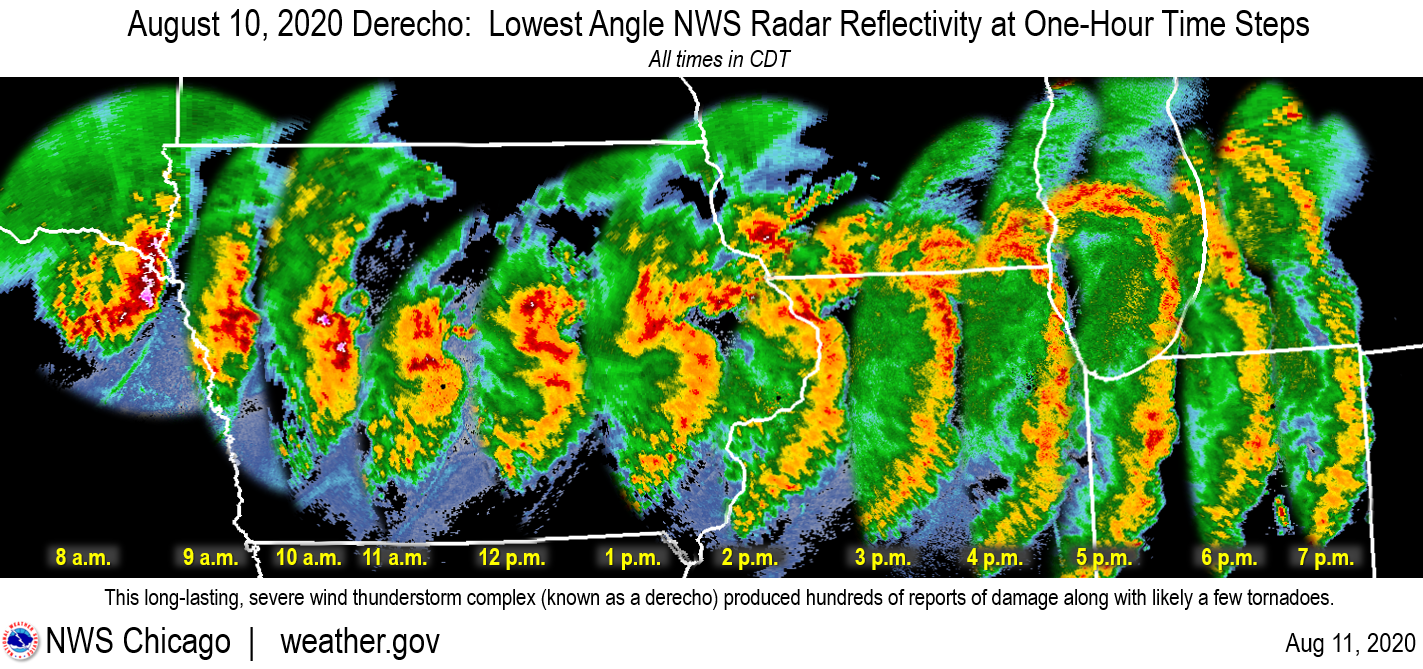
Imatge de progressió d'un derecho en intèrvals d'huna hora de diferència. Vista en el ràdar. Mig-oest dels Estats Units, 10 d'agost de 2020.